# ТЕЦ Клонглуанг
14°1′20″ пн. ш. 100°36′52″ сх. д. / 14.02222° пн. ш. 100.61444° сх. д.
ТЕЦ Клонглуанг — теплоелектроцентраль, споруджена у Таїланді дещо північніше від столиці країни Бангкоку в провінції Патхумтхані.
В 2017 році на майданчику станції став до ладу парогазовий блок комбінованого циклу потужністю 121 МВт, в якому дві газові турбіни потужністю по 47 МВт живлять через відповідну кількість котлів-утилізаторів одну парову турбіну з показником у 27 МВт.
Станція отримала довгостроковий 25-річний контракт на викуп 90 МВт потужності державною електроенергетичною компанією Electric Generating Authority of Thailand (EGAT), тоді як надлишкова електроенергія та вироблена технологічна пара постачаються промисловим споживачам.
Як паливо станція використовує природний газ. Її майданчик знаходиться поблизу газового хабу Вангной, ресурс до якого надходить через трубопроводи Бангпаконг – Вангной та Каенгкой — Вангной.
Проект реалізували через Klongluang Utilities Company Limited, яка належить компанії Electricity Generating Public Company Limited (EGCO, створена у середині 1990-х шляхом приватизації частини активів згаданої вище EGAT).